# Мортен Расмуссен
Мортен Расмуссен (дан. Morten Rasmussen, нар. 31 січня 1985, Копенгаген) — данський футболіст, що грав на позиції нападника.
Виступав, зокрема, за клуби «Орхус», «Брондбю» та «Мідтьюлланд», а також національну збірну Данії.
Володар Кубка Данії.

## Клубна кар'єра
У дорослому футболі дебютував 2002 року виступами за команду «Орхус», в якій провів чотири сезони, взявши участь у 103 матчах чемпіонату. Більшість часу, проведеного у складі «Орхуса», був основним гравцем атакувальної ланки команди.
Своєю грою за цю команду привернув увагу представників тренерського штабу клубу «Брондбю», до складу якого приєднався 2006 року. Відіграв за команду з Брондбю наступні чотири сезони своєї ігрової кар'єри. Граючи у складі «Брондбю» також здебільшого виходив на поле в основному складі команди. У складі «Брондбю» був одним з головних бомбардирів команди, маючи середню результативність на рівні 0,52 гола за гру першості.
Згодом з 2010 по 2012 рік грав у складі команд «Селтік», «Майнц 05», «Ольборг» та «Сівасспор».
У 2012 році уклав контракт з клубом «Мідтьюлланд», у складі якого провів наступні чотири роки своєї кар'єри гравця.  Тренерським штабом нового клубу також розглядався як гравець «основи». В новому клубі був серед найкращих голеодорів, відзначаючись забитим голом в середньому щонайменше у кожній третій грі чемпіонату.
Протягом 2016—2018 років захищав кольори клубів «Орхус» та «Погонь» (Щецин).
Завершив ігрову кар'єру у команді «Еносіс», за яку виступав протягом 2018—2019 років.

## Виступи за збірні
У 2005 році дебютував у складі юнацької збірної Данії (U-19), загалом на юнацькому рівні взяв участь в 11 іграх, відзначившись 6 забитими голами.
У 2007 році залучався до складу молодіжної збірної Данії. На молодіжному рівні зіграв у 21 офіційному матчі, забив 10 голів.
у 2008 році дебютував в офіційних матчах у складі національної збірної Данії.
Загалом протягом кар'єри в національній команді, яка тривала 9 років, провів у її формі 15 матчів, забивши 5 голів.

## Титули і досягнення
- Володар Кубка Данії (1):

«Брондбю»: 2007-2008